# جاك دن (لاعب مواليد 1994)
جاك دن (بالإنجليزية: Jack Dunn)‏ مواليد 19 نوفمبر 1994 في ليفربول، هو لاعب كرة قدم إنجليزي يلعب مع نادي ليفربول كلاعب وسط. مثّل منتخب إنجلترا لكرة القدم فئة الشباب.

## مرحلة الشباب

### أندية لعب لها
- نادي ليفربول

## المسيرة الاحترافية

### أندية لعب لها
- نادي ليفربول

## روابط خارجية
- جاك دن على موقع الاتحاد الأوربي (الإنجليزية)
- جاك دن على موقع قاعدة بيانات كرة القدم.إي يو (الإنجليزية)
- جاك دن على موقع Soccerbase.com (لاعب) (الإنجليزية)